# Nysätra socken, Västerbotten
Nysätra socken i Västerbotten ingår sedan 1974 i Robertsfors kommun och motsvarar från 2016 Nysätra distrikt.
Socknens areal är 390,90 kvadratkilometer, varav 382,60 land. År 2000 fanns här 1 970 invånare. Kyrkbyn Ånäset med sockenkyrkan Nysätra kyrka ligger i socknen.

## Administrativ historik
Nysätra församling bildades 1624 genom utbrytning ur Bygdeå församling som kapellag, för att bli helt eget pastorat 1821. 
Vid kommunreformen 1862 överfördes ansvaret för de kyrkliga frågorna till Nysätra församling och för de borgerliga frågorna till Nysätra landskommun. Landskommunen ingår sedan 1974 i Robertsfors kommun. Församlingen uppgick 2002 i Bygdeå församling.
1 januari 2016 inrättades distriktet Nysätra, med samma omfattning som församlingen hade 1999/2000.
Socknen har tillhört fögderier, tingslag och domsagor enligt vad som beskrivs i artikeln Västerbotten. De indelta soldaterna tillhörde Västerbottens regemente.

## Geografi
Nysätra socken ligger vid kusten söder om Skellefteå kring Hertsångerälven och dess tillflöden. Socknen är utanför ådalarna skogsbygd med höjder som i nordväst når 200 meter över havet.

## Fornlämningar
Det finns fornlämningar i form av boplatser från stenåldern. Vidare finns gravar från bronsåldern, vilka är av rösetyp. I skärgården finns labyrinter, tomtningar samt rester av gamla fiskelägen.

## Namnet
Namnet (1650-talet Nysätra) lär ha skapats utifrån kyrkbyns namn Nybyn. Efterleden är troligen en vald konstruktion för att skilja sockennamnet från bynamnet.

## Befolkningsutveckling
| Befolkningsutvecklingen i Nysätra socken, Västerbotten 1750–1990                                         | Befolkningsutvecklingen i Nysätra socken, Västerbotten 1750–1990 | Befolkningsutvecklingen i Nysätra socken, Västerbotten 1750–1990 | Befolkningsutvecklingen i Nysätra socken, Västerbotten 1750–1990 | Befolkningsutvecklingen i Nysätra socken, Västerbotten 1750–1990 |
| --- | ---------------------------------------------------------------- | ---------------------------------------------------------------- | ---------------------------------------------------------------- | ---------------------------------------------------------------- |
| |                                                                  |                                                                  |                                                                  |                                                                  |
| År |                                                                  |                                                                  | Folkmängd                                                        |                                                                  |
| 1750 | 1750                                                             |                                                                  | 901                                                              |                                                                  |
| 1760 | 1760                                                             |                                                                  | 1 182                                                            |                                                                  |
| 1769 | 1769                                                             |                                                                  | 1 270                                                            |                                                                  |
| 1780 | 1780                                                             |                                                                  | 1 466                                                            |                                                                  |
| 1790 | 1790                                                             |                                                                  | 1 451                                                            |                                                                  |
| 1800 | 1800                                                             |                                                                  | 1 559                                                            |                                                                  |
| 1810 | 1810                                                             |                                                                  | 1 615                                                            |                                                                  |
| 1820 | 1820                                                             |                                                                  | 1 910                                                            |                                                                  |
| 1830 | 1830                                                             |                                                                  | 2 144                                                            |                                                                  |
| 1840 | 1840                                                             |                                                                  | 2 321                                                            |                                                                  |
| 1850 | 1850                                                             |                                                                  | 2 731                                                            |                                                                  |
| 1860 | 1860                                                             |                                                                  | 3 058                                                            |                                                                  |
| 1870 | 1870                                                             |                                                                  | 2 903                                                            |                                                                  |
| 1880 | 1880                                                             |                                                                  | 3 070                                                            |                                                                  |
| 1890 | 1890                                                             |                                                                  | 3 309                                                            |                                                                  |
| 1900 | 1900                                                             |                                                                  | 3 412                                                            |                                                                  |
| 1910 | 1910                                                             |                                                                  | 3 474                                                            |                                                                  |
| 1920 | 1920                                                             |                                                                  | 3 814                                                            |                                                                  |
| 1930 | 1930                                                             |                                                                  | 3 777                                                            |                                                                  |
| 1940 | 1940                                                             |                                                                  | 3 871                                                            |                                                                  |
| 1950 | 1950                                                             |                                                                  | 3 747                                                            |                                                                  |
| 1960 | 1960                                                             |                                                                  | 3 287                                                            |                                                                  |
| 1970 | 1970                                                             |                                                                  | 2 576                                                            |                                                                  |
| 1980 | 1980                                                             |                                                                  | 2 270                                                            |                                                                  |
| 1990 | 1990                                                             |                                                                  | 2 192                                                            |                                                                  |
| Anm: Källor: Umeå universitet - Tabellverket 1749-1859, Demografiska databasen, CEDAR, Umeå universitet. |                                                                  |                                                                  |                                                                  |                                                                  |